# Miejskie Przedsiębiorstwo Komunikacyjne w Zduńskiej Woli
Miejskie Przedsiębiorstwo Komunikacyjne sp. z o.o. w Zduńskiej Woli - komunalny zakład powstały w 1991 roku, obsługujący transport zbiorowy na terenie i w obrębie Zduńskiej Woli oraz sąsiednich gmin.

## Historia
Początki komunikacji miejskiej w Zduńskiej Woli sięgają lat 70. XX wieku, kiedy to przewozy miejskiej uruchomił lokalny PKS. W 1982 roku jego zadania w obrębie miasta przejęło Przedsiębiorstwo Komunikacji Miejskiej w Sieradzu, które utworzyło w Zduńskiej Woli swoją placówkę terenową.
1 sierpnia 1991 roku po rozwiązaniu się PKM Sieradz, utworzone zostało własne przedsiębiorstwo pod nazwą Miejskiego Przedsiębiorstwa Komunikacji w Zduńskiej Woli, które w 1993 roku zostało skomunalizowane, a następnie dwa lata później przekształcone w spółkę z ograniczoną odpowiedzialnością ze 100% udziałem miasta.
W 1996 roku spółka podpisała porozumienie o zaprzestanie konkurencji oraz współpracy na liniach międzymiastowych z MPK Sieradz. Efektem porozumienia było utworzenie wspólnie obsługiwanych linii "Z" i "E". Przełomowym wydarzeniem w historii zduńskowolskiego MPK był zakup pierwszych autobusów niskopodłogowych (Solaris Urbino 12) w 1999 roku.
W roku 2017 po Zduńskiej Woli kursowało 10 linii autobusowych.

## Tabor[3]
| Typ autobusu                                                   | Eksploatacja od                                                | przewóz osób na wózkach                                        | Liczba |
| -------------------------------------------------------------- | -------------------------------------------------------------- | -------------------------------------------------------------- | ------ |
| Autosan Sancity 12LE                                           | 2016                                                           | przewóz osób na wózkach                                        | 1      |
| Autosan Sancity 12LF                                           | 2015                                                           | przewóz osób na wózkach                                        | 1      |
| Iveco Crossway 10.8LE                                          | 2016                                                           | przewóz osób na wózkach                                        | 9      |
| Neoplan N4416                                                  | 2014                                                           | przewóz osób na wózkach                                        | 2      |
| Renault Illiade                                                | 2014                                                           |                                                                | 1      |
| Solaris Urbino 9                                               | 2000                                                           | przewóz osób na wózkach                                        | 6      |
| Solaris Urbino 12                                              | 1999                                                           | przewóz osób na wózkach                                        | 3      |
| Solbus B9,5                                                    | 2004                                                           |                                                                | 1      |
| Solbus C 10,5                                                  | 2004                                                           |                                                                | 1      |
| Wszystkie pojazdy                                              | Wszystkie pojazdy                                              | Wszystkie pojazdy                                              | 25     |
| Udział autobusów niskopodłogowych i niskowejściowych we flocie | Udział autobusów niskopodłogowych i niskowejściowych we flocie | Udział autobusów niskopodłogowych i niskowejściowych we flocie | 88%    |